# José Catieau
José Catieau (* 17. Juli 1946 in Coutiches; † 30. November 2023 in Saint-Quentin) war ein französischer Radrennfahrer.

## Sportliche Laufbahn
Als Amateur war er Teilnehmer der Internationalen Friedensfahrt 1967, die er jedoch nicht beenden konnte.
Er war von 1968 bis 1976 Berufsfahrer. Begonnen hat er seine Profi-Karriere im Radsportteam Pelforth–Sauvage–Lejeune. In seinem ersten Jahr als Berufsfahrer 1968 gewann er zum Saisonauftakt das Eintagesrennen Grand Prix d’Antibes vor Anatole Novak sowie eine Etappe in der Tour de l’Oise. Im Grand Prix d’Aix-en-Provence siegte er 1969 vor Raymond Poulidor. Im Rennen der UCI-Straßen-Weltmeisterschaften 1969 kam er auf dem 7. Platz ins Ziel. 1970 gewann er die Tour de l’Hérault und 1971 eine Etappe in der Portugal-Rundfahrt. Das Eintagesrennen Paris–Camembert entschied er 1972 vor Patrick Sercu für sich. Dazu kam ein Etappensieg im Rennen Grand Prix Midi Libre. 1973 gewann er eine Halbetappe in der Tour de France. 1974 folgten Etappenerfolge in Quatre Jours de Dunkerque und im Critérium du Dauphiné Libéré.
In seinen sieben Teilnahmen an der Tour de France wurde er 1969 66., 1970 70., 1971 44., 1973 14. und 1974 28. im Endklassement, 1972 und 1975 schied er jeweils aus. Die Vuelta a España 1973 beendete er auf dem 12. Rang.